# Pandanales
Pandanales é um táxon de plantas colocado na categoria taxonómica de ordem, utilizado em sistemas de classificação modernos como o sistema APG III, de 2009, e o sistema APWeb, e está circunscrito obrigatoriamente pela família Pandanaceae, entre outras.
No passado, a ordem esteve circunscrita por famílias muito distintas em diversos sistemas de classificação, mas análises moleculares de ADN avalizam a sua circunscrição às famílias que possui actualmente, o que é de alguma forma inesperado visto não existirem sinapomorfias de relevo para além das moleculares que unam entre si os integrantes deste clado.
Para além disso, existem famílias que o compõem assemelham-se a outros clados (por exemplo, Velloziaceae havia sido anteriormente associada com Bromeliaceae, Triuridaceae com Alismatales, e Stemonaceae com Dioscoreaceae, enquanto que se julgava que Pandanaceae e Cyclanthaceae possuíam uma relação com Arecaceae ou com Araceae).
a ordem possui uma distribuição pantropical, e inclui palmeiras, árvores, arbustos, liana e ervas.
Folhas de tamanho médio mas muito largas, alternadas ou espiraladas. Possui flores miúdas dispostas em inflorescências terminais, normalmente em forma de tépalas ou pequenas sépalas ou ainda ausentes. Fruto indeiscente, tipo drupa.

## Taxonomia
A ordem foi reconhecida pelo sistema APG III, de 2009. O Linear APG III, de 2009, atribuiu os números de família 47 a 51. A ordem já havia sido reconhecida pelo sistema APG II, de 2003.
O sistema APG III e o sistema APG II coloca-as nas monocotiledóneas, e consistem em cinco famílias, os números de família atribuídos segundo o LAPG III:
- Triuridaceae (família nº 47)
- Velloziaceae (família nº 48)
- Stemonaceae (família nº 49)
- Cyclanthaceae (família nº50)
- Pandanaceae (família nº 51)

A circunscrição no APG II é uma ligeira alteração em relação ao sistema APG de 1998, que usa a circunscrição:
- Velloziaceae
- Stemonaceae
- Cyclanthaceae
- Pandanaceae

No sistema de Cronquist, de 1981, a ordem pertence à subclasse Arecidae da classe Liliopsida [=monocotiledóneas] com somente uma famiíia:
- Pandanaceae

No sistema de Wettstein (1935) a ordem está colocada na classe das monocotiledóneas e usava uma circunscrição diferente, incorporando:
- Pandanaceae
- Sparganiaceae
- Typhaceae

O sistema de Bentham e Hooker (1883) tem uma ordem similar com o nome de Nudifloreae, incorporando:
- Pandaneae
- Cyclanthaceae
- Typhaceae
- Aroideae
- Lemnaceae